# Slovenski kvintet trobil
Slovenski kvintet trobil deluje od leta 1972 in je nedvomno najkvalitetnejši trobilni ansambel v Sloveniji. Svojo kakovost je potrdil tudi z uspehom na Tekmovanju Mauricea Andréja v Parizu ter na številnih koncertih in turnejah v tujini (Avstrija, Italija, Nemčija, Španija, Rusija in ZDA).
Repertoar Slovenskega kvinteta trobil obsega tako skladbe renesanse, baroka in romantike kot ragtime in sodobna dela. Pomemben je njegov prispevek k slovenski ustvarjalnosti, saj je krstno izvedel številna, prav zanj napisana dela skladateljev Kreka, Ramovša, Petrića, Škerla, Mihelčiča, Privška in drugih.
Zasedba ansambla je:
- Anton Grčar, trobenta
- Stanko Arnold, trobenta
- Boštjan Lipovšek, rog
- Stanko Vavh, pozavna
- Darko Rošker, tuba